# Barbara Nowak (kurator)
Barbara Ewa Nowak (ur. 5 września 1959 w Krakowie) – polska nauczycielka historii. W latach 1992–2010 dyrektorka Szkoły Podstawowej nr 85 w Krakowie, w latach 2010–2016 radna miasta Krakowa. W latach 2016–2023 małopolska kurator oświaty, od 2024 radna Sejmiku Województwa Małopolskiego. 

## Życiorys

### Młodość i wykształcenie
Urodziła się 5 września 1959 w Krakowie. W szkole podstawowej uczęszczała do klasy żeńskiej. W 1978 zdała maturę w XII Liceum Ogólnokształcącym, następnie rozpoczęła studia historyczne na Uniwersytecie Jagiellońskim. Podczas nauki na uczelni w 1980 wstąpiła do Niezależnego Zrzeszenia Studentów.

### Działalność zawodowa
Po ukończeniu studiów w 1982 podjęła pracę jako nauczycielka historii w Szkole Podstawowej nr 85 w Krakowie, w dzielnicy Mistrzejowice w Nowej Hucie. W 1992 została dyrektorką tej placówki. W 1999 doprowadziła do powstania przy szkole Uczniowskiego Klubu Sportowego Krakowiak 85, którym zarządzała do 2010. Dzięki jej staraniom 10 listopada 2006 szkoła przyjęła imię ks. Kazimierza Jancarza.
W 2009 współzakładała Towarzystwo Nauczycieli Szkół Polskich zrzeszające pedagogów głównie z Małopolski, Mazowsza i Dolnego Śląska. W 2010 została jego prezeską. W ramach TNSP odpowiadała za przygotowanie wniosku do Trybunału Konstytucyjnego o zbadanie zgodności z ustawą zasadniczą istnienie w Karcie Nauczyciela tzw. godzin karcianych.
W 2010 zrezygnowała z funkcji dyrektorki szkoły. Pozostała jednak nauczycielką i opiekunką uczniów na świetlicy. W 2011 kontrowersje wzbudził ustawiony przez Barbarę Nowak w szkole tzw. ołtarz „Solidarności” – ekspozycja, na której znalazły się m.in. krzyże, świeczniki, zdjęcia i makieta pękniętej Polski z wbitym fragmentem Tu-154, nawiązująca do katastrofy smoleńskiej. W sprawie interweniowali m.in. ówczesna przewodnicząca komisji edukacji w krakowskiej radzie miasta Marta Patena, a także prezydent Krakowa Jacek Majchrowski, który podkreślał, że dzieci nie powinny być „karmione w szkole tego typu martyrologią”.

### Działalność samorządowa i polityczna do 2016
W wyborach samorządowych w 2010 z powodzeniem kandydowała z listy Prawa i Sprawiedliwości do Rady Miasta Krakowa. Do startu w wyborach miał namówić ją ówczesny szef krakowskich struktur PiS Ryszard Terlecki. W krakowskiej radzie zasiadała w komisjach: głównej, edukacji, rodziny i polityki społecznej, ds. wykorzystania funduszy Unii Europejskiej oraz zdrowia, profilaktyki i uzdrowiskowej. 7 listopada 2011 objęła funkcję wiceprzewodniczącej klubu radnych PiS. Jako radna ubiegała się o przywrócenie dofinansowania z budżetu miasta obiadów dla uczniów krakowskich szkół. W październiku 2012 została wybrana na stanowisko wiceprzewodniczącej komisji edukacji. W kwietniu 2014 weszła w skład komisji przygotowującej wniosek aplikacyjny ws. organizacji Zimowych Igrzysk Olimpijskich 2022 w Krakowie.
W wyborach samorządowych w 2014 z powodzeniem ubiegała się o reelekcję. W Radzie Miasta Krakowa objęła funkcję przewodniczącej komisji edukacji. Była także członkinią komisji: głównej, rodziny, polityki społecznej i mieszkalnictwa, innowacji i wykorzystania funduszy unijnych oraz sportu i kultury fizycznej.
W wyborach parlamentarnych w 2015 bezskutecznie ubiegała się o mandat poselski. Kandydując z 10. miejsca na liście PiS, otrzymała 1396 głosów.
9 marca 2016 zrezygnowała z mandatu radnej. W lipcu 2016 – podczas V Kongresu PiS – została wybrana na członkinię Rady Politycznej partii. Pięć lat później – podczas VI Kongresu PiS – ponownie weszła w skład tejże Rady.

### Kuratorium oświaty w Krakowie (2016–2023)
25 lutego 2016 wystartowała w konkursie na małopolskiego kuratora oświaty. Była jedyną kandydatką startującą w konkursie na to stanowisko; podania pozostałych chętnych zostały odrzucone ze względów formalnych. 14 marca 2016 ówczesna minister edukacji narodowej Anna Zalewska powołała ją na stanowisko małopolskiego kuratora oświaty. Barbara Nowak zastąpiła na tym stanowisku Aleksandra Palczewskiego, który dwa miesiące wcześniej przeszedł na emeryturę. W rozmowie z „Dziennikiem Polskim” mówiła o planach, które zamierza zrealizować: 

Z całą pewnością będę ukierunkowywać pracę wychowawczą szkół na wychowanie patriotyczne. Młody Polak musi być świadomy swojej tożsamości narodowej, a zatem znać historię swojej Ojczyzny, jej bohaterów. Wszyscy jesteśmy winni szacunek i wdzięczność dla ludzi, którzy przynieśli Polsce wolność, żyli i ginęli dla Niepodległej, a w jaki sposób będą ją okazywać, to już ich wybór.

W listopadzie 2017 sprzeciwiała się wykonaniu przyjętej przez krakowskich radnych rezolucji zakładającej wywieszanie w szkołach tekstu preambuły do Konstytucji RP. Działania te uznawała za „szkodliwe i zmierzające w konsekwencji do dalszego antagonizowania społeczeństwa”.
We wrześniu 2018 uczestniczyła w obchodach 335. rocznicy bitwy pod Wiedniem organizowanych przez uczniów II Liceum Ogólnokształcącego im. Króla Jana III Sobieskiego w Krakowie. Podczas uroczystości podkreśliła, że patron tej szkoły to „wspaniały król, który potrafił obronić całą Europę przed islamem”, a uczniowie „muszą brać z niego przykład”. Wypowiedź ta wywołała liczne kontrowersje. Stowarzyszenie „Nigdy Więcej” w wydanej „Brunatnej Księdze” oceniło te słowa jako „islamofobiczne”. Według ówczesnego rzecznika kuratorium Grzegorza Sobola Barbara Nowak chciała przekazać, że „dla polskiej młodzieży nakazem jest obrona wartości patriotycznych i religijnych”, ale „obrona (...) wartości nie jest tożsama z atakiem”.

Pełniąc urząd małopolskiej kurator oświaty, regularnie uczestniczyła w tzw. miesięcznicach smoleńskich, cyklicznych zgromadzeniach organizowanych 10. dnia miesiąca pod Pałacem Prezydenckim w Warszawie. O powodach swojej decyzji mówiła w lipcu 2017 w rozmowie z „Gazetą Wyborczą”: 

Teraz, kiedy próbuje się nam wmówić, że przez rządy PiS w naszym kraju nie ma wolności i demokracji, czuję się w obowiązku znów manifestować, by zadać temu kłam. Nie będę poprawna politycznie i kryć swoich poglądów. Jestem członkiem Rady Politycznej PiS. W trakcie wakacji, gdy mniej ludzi uczestniczy w miesięcznicach, uważam za swój moralny obowiązek wspierać obchody swoją obecnością.

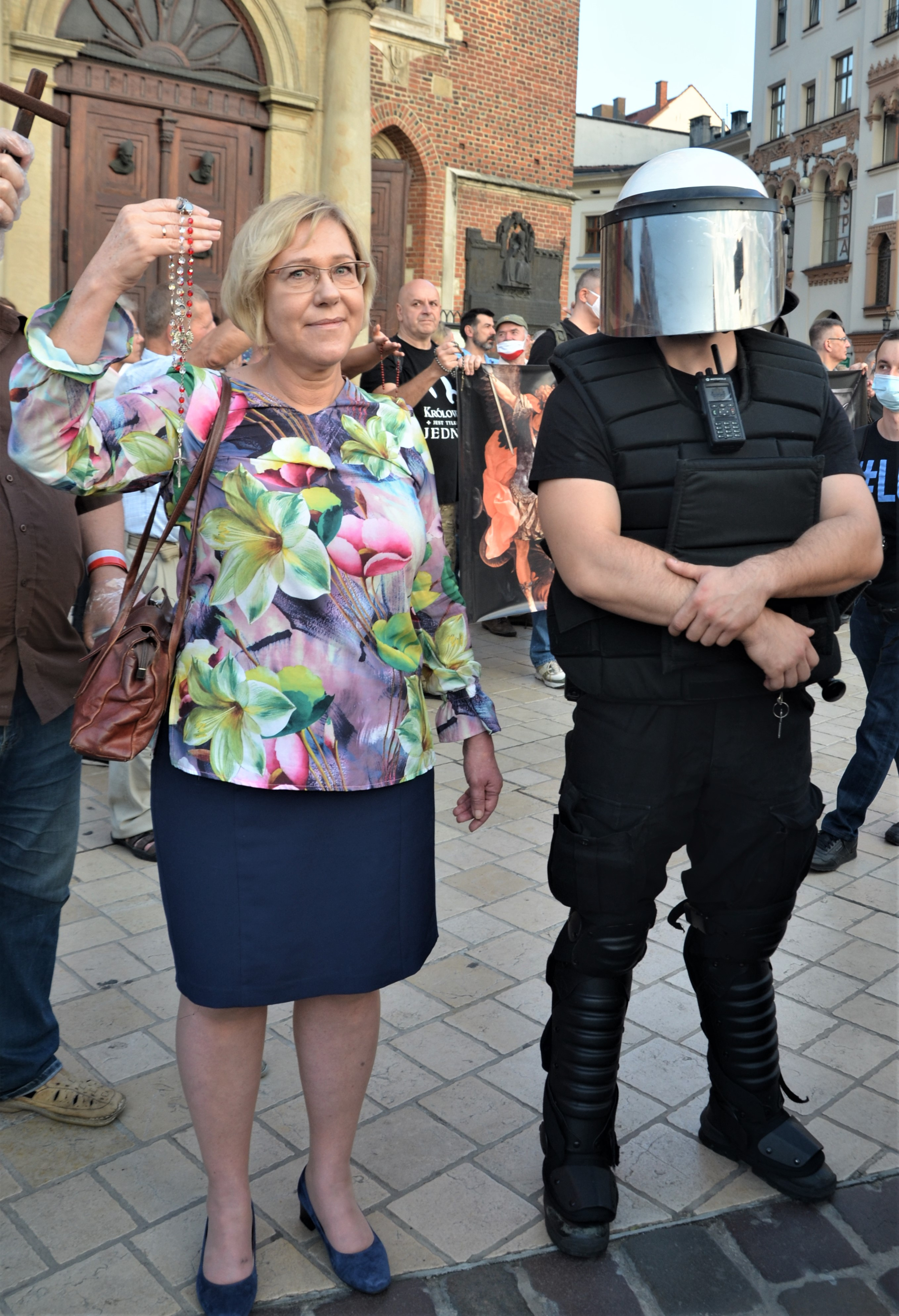
29 sierpnia 2020. Barbara Nowak na kontrmanifestacji podczas 16. Marszu Równości w Krakowie

W lutym 2019 krytycznie wypowiadała się o podpisanej przez prezydenta Warszawy Rafała Trzaskowskiego Deklaracji LGBT+ przygotowanej przez Stowarzyszenie Miłość Nie Wyklucza. Twierdziła m.in., że samorządowiec wsparł „propagowanie pedofilii”. Ośrodek Monitorowania Zachowań Rasistowskich i Ksenofobicznych skierował wówczas do minister edukacji narodowej pismo o odwołanie Barbary Nowak ze stanowiska. Sprzeciw wobec słów kurator wyraził również m.in. ówczesny rzecznik praw obywatelskich dr hab. Adam Bodnar, który w piśmie do Ministerstwa Edukacji Narodowej zaznaczył, że wypowiedź ma „wymiar homofobiczny” i „narusza godność osób nieheteronormatywnych”; zaapelował również o „zastosowanie przewidzianych prawem środków dyscyplinarnych wobec Barbary Nowak”. W odpowiedzi wiceszef MEN Maciej Kopeć stwierdził, że „nie znajduje podstaw do stwierdzenia zaniedbania lub nienależytego wykonywania zadań ustawowych” przez Barbarę Nowak.
Była przeciwniczką organizowanego przez Związek Nauczycielstwa Polskiego strajku nauczycieli, do którego doszło w polskiej oświacie wiosną 2019. W wydanych komunikatach podkreślała, że „brak jest podstaw do zawieszania zajęć”, a strajk „nie jest powodem do zamknięcia szkół i niewpuszczenia uczniów”. Gdy podczas egzaminów maturalnych w kilkuset szkołach wybuchły fałszywe alarmy bombowe, Nowak w rozmowie z portalem wpolityce.pl stwierdziła, że są to „metody, które stosują terroryści” i „kolejne potwierdzenie, że trwające od 8 kwietnia akcje strajkowe w szkołach były elementem (nie pierwszym) konsekwentnie realizowanego planu destabilizacji państwa polskiego”. W listopadzie 2021 Sąd Okręgowy w Warszawie nakazał Nowak przeprosić ZNP za tamte słowa. Po złożonej apelacji przez kurator we wrześniu 2022 warszawski sąd apelacyjny utrzymał w mocy wyrok z I instancji. Mimo to Nowak nie zastosowała się do decyzji sądu.

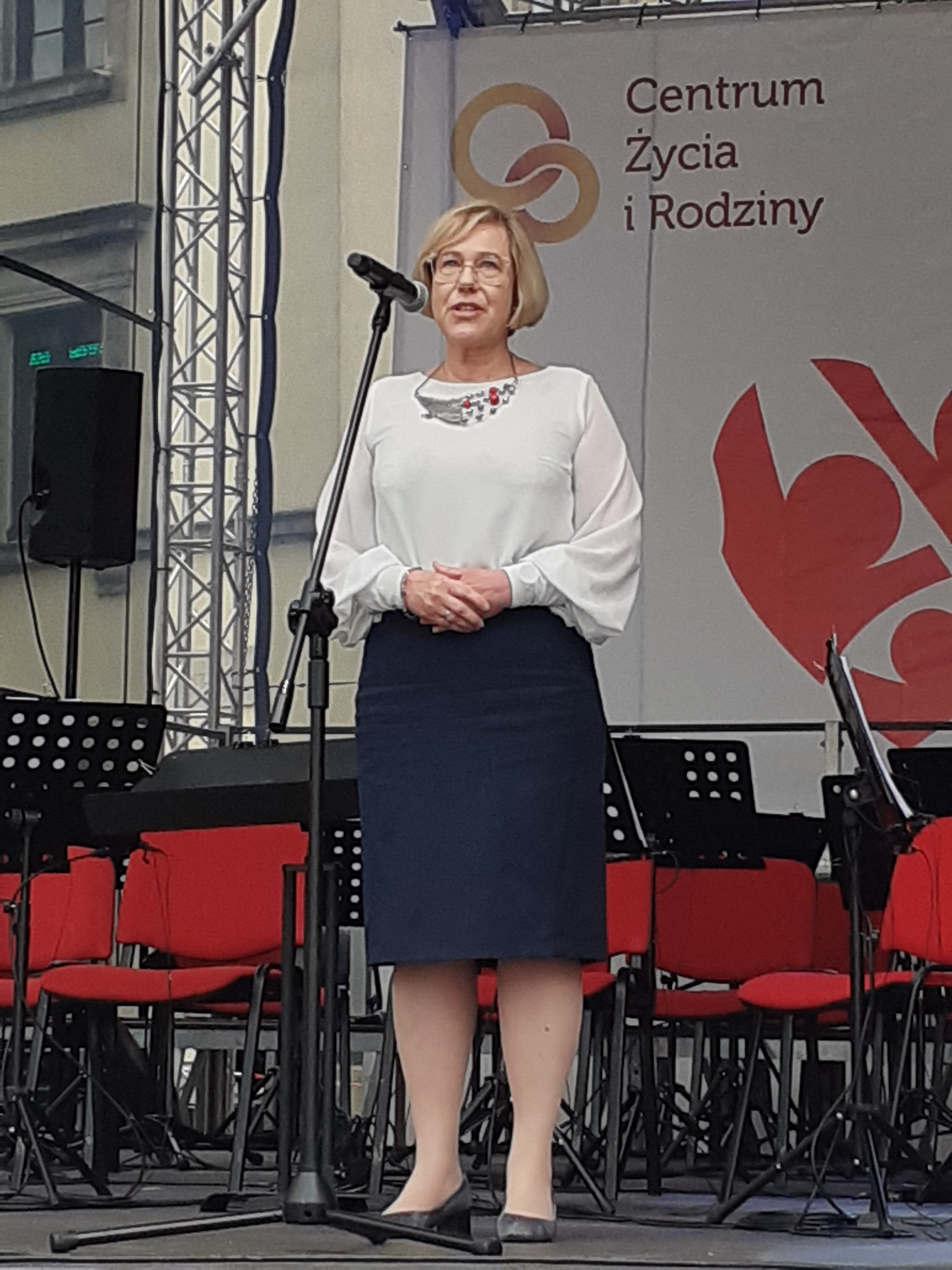
Barbara Nowak w trakcie mowy na Marszu dla Życia i Rodziny w Warszawie (2023).

W styczniu 2022 podczas pandemii COVID-19 w rozmowie z Radiem Zet oświadczyła, że jest przeciwko wprowadzeniu w Polsce obowiązku szczepień przeciw COVID-19 dla nauczycieli, twierdząc wbrew aktualnej wiedzy medycznej, że „konsekwencje tego eksperymentu nie są do końca stwierdzone”. Minister zdrowia Adam Niedzielski potępił tę wypowiedź, stwierdzając, że jest ona „oznaką braku rozumu”; dodał również, że „takie osoby nie powinny ponosić odpowiedzialności za edukację”. Z kolei minister edukacji i nauki Przemysław Czarnek uznał wypowiedź Nowak za „szkodliwą”. Jeszcze tego samego dnia kurator przyznała, że „mając wykształcenie historyczne, a nie medyczne, nie powinna się wypowiadać na temat szczepionki”. Późniejsze doniesienia medialne informowały, pomimo wyrażonej krytycznej opinii o szczepieniach, o figurowaniu Barbary Nowak w bazie osób zaszczepionych.
W październiku 2022 uczestniczyła na Jasnej Górze w konferencji dot. prześladowania katolików. Podczas debaty przyznała, że „od lat” prosi dyrektorów szkół, „by lekcje religii nie odbywały się na pierwszej lub ostatniej godzinie”, gdyż jest to „sygnał, zachęta dla młodych ludzi, by na nie nie chodzili”. Po tych słowach zastępca rzecznika praw obywatelskich Stanisław Trociuk skierował do kurator pismo, w którym podkreślił, że zgodnie z Prawem oświatowym określanie warunków organizacyjnych lekcji religii i etyki, w tym ich miejsca w planie zajęć, należy do wyłącznych kompetencji dyrektora szkoły. Zażądał także wskazania przez kurator „podstawy prawnej zalecania dyrektorom szkół publicznych nieumieszczania lekcji religii na pierwszych i ostatnich godzinach lekcyjnych”. Nowak w odpowiedzi stwierdziła, że dyrektorów obowiązują zapisy wynikające z „konkordatu”, a uczniowie, którzy nie uczęszczają na lekcje religii, są grupą „uprzywilejowaną w swoich żądaniach”.
Po emisji w marcu 2023 reportażu Franciszkańska 3 dziennikarza TVN24 Marcina Gutowskiego opisującym przypadki tuszowania przestępstw seksualnych przeciwko dzieciom przez ówczesnego biskupa krakowskiego Karola Wojtyłę Barbara Nowak publicznie wezwała do obrony „przed plugastwem”. W liście skierowanym do dyrektorów małopolskich szkół zaapelowała o umieszczenie portretów Jana Pawła II „we wszystkich przedszkolach, szkołach, placówkach na widocznych miejscach”.
15 grudnia 2023 odwołana ze stanowiska przez minister edukacji Barbarę Nowacką.

### Od 2023
W wyborach samorządowych w 2024 roku wybrana radną sejmiku małopolskiego z list Prawa i Sprawiedliwości, uzyskując 12 482 głosy. W tym samym roku stanęła na czele krakowskich struktur partii. 4 lipca 2024 zapowiedziała rezygnacje z mandatu. 8 lipca 2024 ogłosiła zmianę decyzji i pozostanie radną wojewódzką.

## Życie prywatne
Jej mężem jest Ryszard Nowak (w latach 1992–2022 dyrektor XII LO w Krakowie). Ma dwie córki i wnuczkę.

## Wyniki wyborcze
| Wybory | Komitet wyborczy                 | Komitet wyborczy       | Organ               | Okręg          | Wynik        |
| ------ | -------------------------------- | ---------------------- | ------------------- | -------------- | ------------ |
| 2010   |                                  | Prawo i Sprawiedliwość | Rada Miasta Krakowa | nr 6           | 1459 (4,48%) |
| 2014   | 1744 (5,57%)                     | Prawo i Sprawiedliwość | Rada Miasta Krakowa | nr 6           |              |
| 2015   | Sejm VIII kadencji               | Prawo i Sprawiedliwość | nr 13               | 1396 (0,26%)   |              |
| 2024   | Sejmik Województwa Małopolskiego | Prawo i Sprawiedliwość | nr 3                | 12 482 (4,23%) |              |

## Odznaczenia
- Odznaka Honorowa za Zasługi dla Ochrony Praw Dziecka (2023)[82]